# Vissarión Dzhugashvili
Vissarión «Besó» Dzhugashvili (en georgiano: ბესარიონ ივანეს ძე ჯუღაშვილი, Besarion Ivanes dze Jughashvili; en ruso: Виссарион Иванович Джугашвили, Vissarión Ivánovich Dzhugashvili; Gori, 1849/1850 - Tiflis, 25 de agosto de 1909) fue el padre del líder soviético Iósif Stalin.

## Vida
Se sabe que Vissarión era nieto de Zaza Dzhugashvili (del pueblo de Geri, al norte de Gori). En el siglo XIX, Zaza participó en un levantamiento campesino en Ananuri, una pequeña localidad del condado cerca de Ger, en el río Aragvi. 
El levantamiento fue aplastado por los soldados imperiales y Zaza fue capturado con otros nueve rebeldes. Zaza se escapó y se escondió en Gori, donde fue capturado y encarcelado como un siervo de un príncipe llamado Eristavi. Se involucró en otro levantamiento en la finca de Eristavi. 
No se sabe quién fue su esposa ni el número exacto de hijos que tuvo. Vanó, padre de Vissarión, tendió unos viñedos en la aldea de Didi-Lilo de Georgia. Vissarión nació en una familia cristiana ortodoxa entre 1849 o 1850. Vissarión tenía un hermano llamado Georgy quien fue asesinado por bandidos.
Según la familia Arsoshvili, parientes de los Dzhugashvili y residentes en Didi Lilo, Vissarión no podía permitirse pagar un impuesto de tres rublos y tuvo que mudarse a Gori en busca de empleo. En Gori, encontró un trabajo como zapatero y se casó con Yekaterina Gueladze. Era políglota, con un fluido georgiano, ruso, turco y armenio. Sus dos primeros hijos, Mijaíl y Giorgi, murieron en la infancia en 1875 y 1877. Vissarión pronto desarrolló un problema de alcoholismo. 
Souvarine, biógrafo francés ha especulado que los defectos físicos de Stalin, en particular adyacentes a sus dos pies, eran probablemente debido al alcoholismo de su padre. Vissarión finalmente abrió su propio taller y, por un momento, él y su familia vivieron con una economía favorable, hasta que los pequeños Mijaíl y Georgy fallecieron. Posteriormente, llegó a ser muy abusivo con su esposa y con el pequeño Stalin. 
Su habilidad para trabajar fallaba, hasta el punto de que su taller se mantenía activo solo por sus aprendices. Aunque Vissarión quería que su hijo siguiera sus pasos y se convirtiese en zapatero, Yekaterina deseaba que fuese obispo. Esto enfureció tanto a Vissarión que por sus ataques de ira se vio obligado a abandonar Gori. Hasta deseaba secuestrar a su hijo.
En mayo de 1901, se reunió con Iósif por última vez. Sosó, como se lo llamaba, estaba organizando una huelga en la fábrica de zapatos donde trabajaba su padre.
Un año después, en 1902, por casualidad se encontró a su exesposa cuando iba a visitar a Iósif en la cárcel de Batumi, así que le gritó:

«Detente o te mato. Él (Stalin) quiere poner todo el mundo al revés; si no se lo hubiese llevado al colegio sería un artesano, pero ahora está en prisión; voy a matar a mi hijo con mis propias manos, con quien he caído en desgracia».

Una turba la protegía de él; nunca se volvieron a ver.

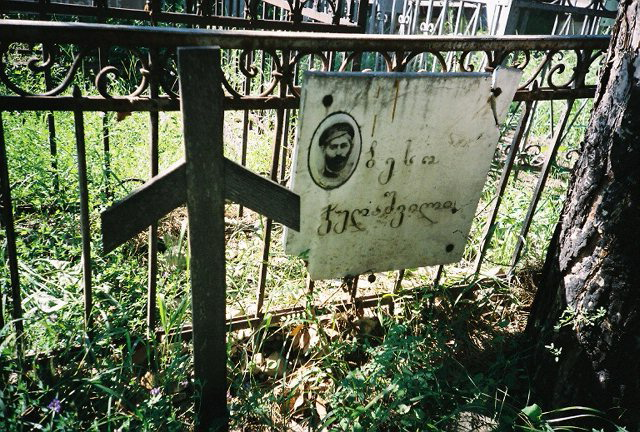
Tumba de Vissarión en Georgia.

Vissarión murió el 25 de agosto de 1909 en el hospital Mijáilovski de Tiflis de tuberculosis, colitis y neumonía crónica. Está enterrado en una fosa común en Telavi, Georgia.